# Хесар-е-Хаджилар
Хесар-е-Хаджилар (перс. حصار حاجی‌لار) — село в Ірані, входить до складу дехестану Бакешлучай у Центральному бахші шахрестану Урмія провінції Західний Азербайджан.